# Міжнародна антикорупційна академія
Міжнародна антикорупційна академія (IACA) — це міжнародна міжурядова організація, що базується в Лаксенбурзі, Австрія, яка навчає державних службовців і професіоналів антикорупційним заходам. Членство в організації без обов’язкового членського внеску відкрите для держав-членів ООН та міжурядових організацій.

### Історія
Процес створення міжнародної організації, яка зосереджується на антикорупційній освіті, бере свій початок з 2005 року, коли робоча група Інтерполу почала обговорювати подібні зусилля і вперше була публічно піднята у 2006 році на Генеральній асамблеї Інтерполу.
IACA було започатковано в 2010 році Управлінням ООН з наркотиків і злочинності, Інтерполом, Європейським бюро по боротьбі з шахрайством (OLAF), Австрійською Республікою та іншими зацікавленими сторонами, щоб допомогти імплементувати Конвенцію ООН проти корупції.[7] 8 березня 2011 року IACA отримала статус міжнародної організації. Станом на 2013 рік 61 країна підписала угоду про членство в IACA, і 38 з них ратифікували її.[5] Після приєднання Кенії до IACA у серпні 2020 року організація налічує 80 членів, у тому числі чотири міжурядові організації та 76 держав-членів ООН.[9][10]

## Організація

### Освітні програми
IACA визнано закладом післядипломної освіти Міністерством науки, досліджень та економіки Австрії, і згодом має право пропонувати післядипломну освіту в рамках Болонського процесу. Він розпочав свою першу магістерську програму в лютому 2013 року; на той час курсова робота складалася з семи дванадцятиденних блоків, які тривали протягом двох років.
IACA пропонує чотири магістерські програми, три з них пропонуються англійською мовою, а одна програма ведеться іспанською. ОБСЄ та дослідницький портал Міністерства економіки та фінансів Франції описують підхід IACA до магістерських програм як цілісний.. El Mundo повідомив, що дослідження розроблені як міждисциплінарні та мають практичний вимір.[12] У 2018 році було приблизно 1600 випускників.

### Фінанси
Австрійський новинний журнал News повідомив, що IACA опублікувала бюджет у розмірі 12,98 мільйона євро на 2014 фінансовий рік і 13,24 мільйона євро на 2015 рік; при цьому відзначаючи, що фактичні доходи за 2013 рік становили 2,3 мільйона євро, а витрати – близько 2,1 мільйона євро. IACA повідомила News, що більші цифри були засновані на їхніх цілях зі збору коштів.[4] Наприкінці 2015 – на початку 2016 року в IACA відбулася зміна кадрів.[4]
Під час сьомої Асамблеї сторін IACA у вересні 2018 року Едуардо Ветере, голова Ради управителів IACA, посилався на звіт зовнішнього аудитора, у якому йшлося про те, що IACA загрожує неплатоспроможності.[14] У грудні 2018 року була створена робоча група для реструктуризації ситуації з доходами та формування членських внесків.[15] У грудні 2018 року уряд Австрії зробив внесок у розмірі 544 000 євро.

## Голова організації
IACA очолює декан, який також виконує функції відповідального секретаря організації. Мартін Кройтнер з моменту створення IACA в березні 2011 року до кінця січня 2019 року був першим деканом IACA. Посада залишилася вакантною, і її зайняла Крістіан Пон-Хуфнагель, керівник апарату організації та керівник загального обслуговування, як виконувачка обов'язків. 2 березня 2020 року Томас Стельцер вступив на посаду нового декана та виконавчого секретаря IACA. Його початковий термін повноважень обмежений чотирма роками й може бути продовжений.

## Відносини з країнами-членами
Відносини IACA з Азербайджаном та Російською Федерацією розкритикували після того, як IACA провела свою щорічну конференцію 2014 року в Баку під час розгону уряду неурядових організацій (НУО) та антикорупційних активістів. За даними Correctiv, одним із студентів IACA був азербайджанський прокурор, який працював у слідчому органі, який переслідував азербайджанську антикорупційну активістку та журналістку Хадіджу Ісмаїлову.
Інша міжнародна суперечка, яка обговорювалася в IACA, сталася в 2012 році, коли виникло напруження, оскільки представник Сирії підкреслив, що, попри обрання ізраїльтянина Мордехая Кремніцера до ради керуючих IACA, його уряд не визнавав права Ізраїлю на існування. Посол Ізраїлю дорікнув цьому коментарю таким чином, що його описували як порушення дипломатичного протоколу.